# Xavier de Le Rue
Pour les articles homonymes, voir de Le Rue.
Xavier de Le Rue, né le 1er juillet 1979 à Bayonne, est un snowboardeur français, spécialisé dans l’épreuve de cross dont il a été deux fois champion du monde en 2003 et 2007 et une fois vice-champion du monde en 2009. Ses frères Paul-Henri de Le Rue et Victor de Le Rue s'illustrent dans la même discipline. Xavier de Le Rue se distingue aussi en Freeride, en remportant le Freeride World Tour en 2010 pour la troisième année consécutive.

## Carrière
Xavier de Le Rue est l'un des meilleurs snowboardeurs mondiaux dans sa discipline de prédilection qu'est le cross. Il remporte à trois reprises la Coupe du Monde de sa spécialité (2003, 2004 et 2005) qui est admise au programme olympique en 2006 à Turin. Alors qu'il fait légitimement figure de favori, il subit une légère fracture de la malléole gauche trois semaines avant le début de l'épreuve. Cette blessure handicape sérieusement sa préparation et il sera éliminé dès les quarts de finale pour se classer finalement 18e. En 2007, il renoue avec le succès en remportant la médaille d'or en cross lors des championnats du monde organisés à Arosa en Suisse. Il participe dans la foulée aux X Games et se classe second en snowboardercross le 28 janvier 2007 alors qu'il a déjà remporté, lors des précédentes éditions, deux médailles d’or, trois d’argent et une de bronze dans ces mêmes X Games.

## Palmarès

### Jeux olympiques
- Jeux olympiques de 2006 à Turin (Italie) :
  - 18e en cross
- Jeux olympiques de 2010
  - 1/8e de finale[1]

### Championnats du monde
- Championnats du monde 2003 à Kreischberg (Autriche) :
  -  Médaille d'or en cross
- Championnats du monde 2007 à Arosa (Suisse) :
  -  Médaille d'or en cross
- Championnats du monde 2009 à Gangwon (Corée du Sud) :
  -  Médaille d'argent en cross

### Coupe du monde
- 3 petits  globe de cristal :
  - Vainqueur du classement snowboardcross en 2003, 2004 et 2005.
- 20 podiums dont 11 victoires en course.

### Championnats du monde juniors
- Médaille d'argent en snowboard slalom géant en 1998

### Freeride World Tour
- 1er du Freeride World Tour 2008[2]
- 1er du Freeride World Tour 2009[3]
  - Vainqueur de l'étape de Tignes 2009
  - Vainqueur de l'Xtrème de Verbier 2009
- 1er du Freeride World Tour 2010[4]
  - Vainqueur de l'étape de Sotchi 2010
  - Vainqueur de l'étape de Squaw Valley 2010
  - Vainqueur de l'Xtrème de Verbier 2010